# Kantmjölskinn
Kantmjölskinn (Trechispora subsphaerospora) är en svampart som först beskrevs av Viktor Litschauer, och fick sitt nu gällande namn av Liberta 1973. Enligt Catalogue of Life ingår Kantmjölskinn i släktet Trechispora,  och familjen Hydnodontaceae, men enligt Dyntaxa är tillhörigheten istället släktet Trechispora,  och familjen Sistotremataceae. Arten är reproducerande i Sverige. Inga underarter finns listade i Catalogue of Life.